# Neostylopyga unicolor
Neostylopyga unicolor es una especie de cucaracha del género Neostylopyga, familia Blattidae.